# Day Wave
Day Wave es una banda estadounidense de indie rock de Oakland, California, creada en 2015. La banda consiste únicamente en Jackson Phillips, con músicos acompañantes para actuaciones en vivo. Lanzó su debut EP Headcase en 2015. Las canciones de Day Wave han recibido atención en numerosas publicaciones destacadas, incluidos Los Angeles Times y Billboard, y la banda abrió para Blonde Redhead durante su gira de otoño de 2016.
En noviembre de 2016, Day Wave firmó con Harvest Records y lanzó el sencillo "Wasting Time". La canción "Hard to Read" aparece en el videojuego de 2016 Watch Dogs 2. En febrero de 2017, Day Wave anunció su álbum debut, The Days We Had, que se lanzó el 5 de mayo de 2017. Phillips se mudó al vecindario Echo Park de Los Ángeles a principios de 2017. Al igual que en sus EP anteriores, Phillips grabó directamente en cinta en su debut de larga duración.
Los miembros de gira de Day Wave incluyen a los hermanos Henry Moser (bajo) y Jack Moser (teclado / sintetizador), así como Nick de Ryss (batería) y Alex Lasner (guitarra). Después de que Phillips coprodujera el álbum Caretakers de Pete Yorn, Henry Moser se unió a la gira de Yorn en 2019 como banda de apoyo.